# Rom E-Prix 2021
Der Rom E-Prix 2021 (offiziell: 2021 Rome ePrix) fand am 10. und 11. April 2021 auf dem Circuito cittadino dell’EUR in Rom, der Hauptstadt Italiens statt und war das dritte und vierte Rennen der FIA-Formel-E-Weltmeisterschaft 2020/21. Es handelte sich um den dritten Rom E-Prix.

## Bericht

### Hintergrund
Zum dritten Mal fand ein Rennen der Formel-E in Rom auf dem Circuito cittadino dell’EUR statt. Die Strecke wurde jedoch nach der letzten Austragung 2019 umgebaut und wurde somit nach Beijing zur damals längsten Strecke in der Weltmeisterschaft. Die neue Streckenführung führte nun um das Palazzo della Civiltà Italiana und den Parco Del Ninfeo herum.
Mit Sam Bird und Mitch Evans traten beide ehemaligen Sieger zu diesem E-Prix an.
In der Fahrerwertung führte Nyck de Vries mit 7 Punkten vor Sam Brid und 10 Punkten vor Robin Frijns. In der Konstrukteurswertung führte Jaguar Racing mit 4 Punkten vor Mercedes und 18 Punkten vor Envision Virgin Racing.

### Renntag 1

#### Training
Im ersten Freien Training am 10. April um 8 Uhr wurde Lucas di Grassi mit einer Zeit von 1:38.785 Schnellster vor Stoffel Vandoorne.
Im zweiten Training (ebenfalls am 10. April) kam es 20 Minuten vor Schluss zu einer Roten Flagge, das Training wurde nicht mehr wiederaufgenommen. Maximilian Günther wurde Schnellster.

#### Qualifying
Das Qualifying begann um 12:00 Uhr und fand in vier Gruppen zu je sechs Fahrern statt, jede Gruppe hatte drei Minuten Zeit, in der die Piloten maximal eine gezeitete Runde mit einer Leistung 200 kW und anschließend maximal eine gezeitete Runde mit einer Leistung von 250 kW fahren durften. Oliver Rowland wurde mit einer Zeit von 1:38.491 Schnellster und erhielt einen Punkt.
Die sechs schnellsten Fahrer fuhren anschließend im Superpole genannten Einzelzeitfahren die ersten sechs Positionen aus. Stoffel Vandoorne wurde mit einer Zeit von 1:38.484 schnellster Fahrer und sicherte sich somit 3 weitere Punkte. Rowland war zwar mit einer guten Zeit unterwegs, doch aufgrund einer Berührung mit der Mauer in der letzten Kurve fiel er auf Platz 3 zurück.

#### Rennen
Das Rennen ging über eine Zeit von 45 Minuten zuzüglich einer Runde. Jeder Fahrer musste den Attack-Mode erneut zweimal aktivieren, nach der Aktivierung leistete das Fahrzeug für eine Zeit von vier Minuten maximal 235 kW statt 200 kW.
Edoardo Mortara musste nach einem Problem aus der Box starten, während Oliver Turvey nach dem Unfall im ersten Freien Training 6 Strafpunkte erhielt und nicht starten konnte.
Aufgrund der regnerischen Bedingungen wurde der Start des Rennens unter Safety-Car ausgetragen. Dieses kam nach einer Runde in die Box, woraufhin das Rennen starten konnte. Bereits schnell öffnete sich eine Lücke zwischen dem zweitplatzierten Lotterer und dem drittplatzierten Rowland. Doch bereits kurze Zeit darauf kam es zum Unfall in Kurve 7: Lotterer versuchte den führenden Vandoorne zu überholen, was jedoch zur Folge hatte, dass beide Wagen in der Mauer endeten. Rowland konnte so an beiden vorbeiziehen und sich die Führung holen. Lotterer musste einen Schaden an seinem Frontflügel in Kauf nehmen, konnte aber weiterfahren. Er bekam im späteren Rennverlauf eine 5-Sekunden-Strafe.
Rowland konnte die Führung jedoch nicht lange halten, da er wegen einer Energieübernutzung eine Durchfahrtsstrafe erhielt. Lucas di Grassi übernahm daraufhin die Führung. Dieser hatte jedoch Jean-Éric Vergne hinter sich, der in Runde 6 den ersten Angriff wagte, Grassi konnte ihn jedoch hinter sich halten.
Nach einem kurzen Regenschauer begannen die Wagen den Attack Mode zu verwenden, allen voran Vergne, der sich somit die Führung holen konnte, nachdem di Grassi eine Runde nach ihm den AM aktivierte. Es entwickelte sich daraufhin ein Kampf um die Führung zwischen di Grassi, Frijns und Vergne.
7 Minuten vor Schluss konnte di Grassi Vergne überholen und sich die Führung holen. Doch kam es in Runde 22 zu einem Ausfall der Antriebswelle an seinem Wagen, er musste seinen Wagen kurz darauf abstellen. Da er auf der Strecke langsamer wurde, kamen mehrere Wagen bei einem Ausweichmanöver in Kontakt mit der Mauer. Die Rennleitung setzte daraufhin das Safety-Car über die letzten Rennrunden ein.
Jean-Éric Vergne gewann so das Rennen vor Sam Bird und Mitch Evans. Der Punkt für die schnellste Rennrunde unter den ersten Zehn ging an Evans.

### Renntag 2

#### Training
Am zweiten Renntag gab es nur ein freies Training um 7 Uhr. Nick Cassidy wurde mit einer Zeit von 1:40.107 Schnellster vor Maximilian Günther und Stoffel Vandoorne.

#### Qualifying
Das Qualifying begann um 09:00 Uhr und fand in vier Gruppen zu je sechs Fahrern statt, jede Gruppe hatte drei Minuten Zeit, in der die Piloten maximal eine gezeitete Runde mit einer Leistung 200 kW und anschließend maximal eine gezeitete Runde mit einer Leistung von 250 kW fahren durften. Norman Nato wurde mit einer Zeit von 1:56.006 Schnellster und erhielt einen Punkt. André Lotterer wurde aufgrund eines zu hohen Energieverbrauchs disqualifiziert.
Die sechs schnellsten Fahrer fuhren anschließend im Superpole genannten Einzelzeitfahren die ersten sechs Positionen aus. Nick Cassidy wurde mit einer Zeit von 1:52.011 schnellster Fahrer und sicherte sich somit 3 weitere Punkte.

#### Rennen
Das Rennen ging über eine Zeit von 45 Minuten zuzüglich einer Runde. Jeder Fahrer musste den Attack-Mode erneut zweimal aktivieren, nach der Aktivierung leistete das Fahrzeug für eine Zeit von vier Minuten maximal 235 kW statt 200 kW.
Auch wenn der Regen ausgesetzt hatte, entschied die Rennleitung, das Rennen aufgrund einiger noch nasser Stellen erneut unter Safety-Car zu starten. Dieses fuhr für eine Runde, bevor es das Rennen freigab. Bereits kurz darauf entstand eine Lücke von über fünf Sekunden zwischen Platz 17 (Nyck de Vries) und Platz 18 (Robins Frijns). In der vorderen Reihe versuchte Nick Cassidy sich von Norman Nato abzusetzen, an Kurve 3 kam es jedoch zu einem Problem mit seinen Bremsen, was dazu führte, dass er sich drehte und die Führung an Nato verlor. Er konnte weiterfahren, fand sich aber auf Platz 11 wieder.
Zwei Runden später konnte Pascal Wehrlein in Kurve 7 sich die Führung sichern. In derselben Runde versuchte Stoffel Vandoorne ebenfalls an Nato vorbeizukommen, was dieser in Kurve 13 zuerst noch abwehren konnte, in Kurve 14 gelang es Vandoorne jedoch, sich die zweite Position zu sichern.
Kurz darauf kam es zum ersten Einsatz des Attack-Mode seitens Oliver Rowland, der versuchte am siebtplatzierten Nick Cassidy vorbeizukommen. Beide bremsten spät in Kurve 16, doch war nicht genug Platz für beide Rennwagen, woraufhin Cassidy in die Mauer fuhr und in die Box musste, um Reparaturen vorzunehmen.
Die meisten Fahrer aktivierten in den nächsten Runden den Attack Mode, was dazu führte, dass Alexander Sims an Nato und Günther vorbeikam. Sam Bird versuchte Nico Müller in Kurve 4 zu überholen, scheiterte jedoch und musste in die Auslaufzone, was ihn auf den 13. Platz zurückfallen ließ.
Nachdem Wehrlein seinen Attack Mode aufgeladen hatte, um den erstplatzierten Vandoorne wieder zu überholen, kam es zu einem Full Course Yellow. Ursache war der Unfall von Lucas Di Grassi, der im Zweikampf mit Sébastien Buemi in der Mauer landete und das Rennen aufgeben musste. Buemi konnte mit leichten Schäden weiterfahren. Wehrleins Attack Mode war mit der gelben Flagge jedoch nutzlos, was dazu führte, dass er hinter Vandoorne zurückfiel und nach einem schlechten Restart auch Sims vorbeilassen musste. Vandoorne konnte mit einem Vorsprung von über fünf Sekunden seinen Attack Mode erneut aufladen ohne zurückzufallen.
In den nächsten Runden fiel Wehrlein weiter hinter Nato zurück, doch es kam zum zweiten Mal zu einer Rennunterbrechung, diesmal mit einem Safety-Car. Grund dafür war René Rast, der in Kurve 1 nach Schaden an seiner rechten Hinterradaufhängung gegen die Wand fuhr und das Rennen aufgeben musste. Das Safety Car kam erst in der letzten Runde rein, was den Fahrern eine letzte Runde ließ, um den Sieg auszufahren. Während Vandoorne mit dem FanBoost sich gegen Sims verteidigen konnte, kam es zum Unfall, als de Vries in Birds Wagen fuhr, was beide aus dem Rennen warf.
Stoffel Vandoorne gewann das Rennen vor Alexander Sims und Pascal Wehrlein. Der Punkt für die schnellste Rennrunde unter den ersten Zehn ging an Vandoorne (Nyck de Vries fuhr zwar eine schnellere Runde, war jedoch außerhalb der Top 10).
Norman Nato wurde nach einem zu hohen Energieverbrauch disqualifiziert.

## Meldeliste
Alle Teams und Fahrer verwendeten Reifen von Michelin.
| Team                                     | Fahrzeug                    | Nr. | Fahrer                 |
| ---------------------------------------- | --------------------------- | --- | ---------------------- |
| DS Techeetah                             | DS E-Tense FE20             | 13  | António Félix da Costa |
| DS Techeetah                             | DS E-Tense FE20             | 25  | Jean-Éric Vergne       |
| Nissan e.dams                            | Nissan IM02                 | 22  | Oliver Rowland         |
| Nissan e.dams                            | Nissan IM02                 | 23  | Sébastien Buemi        |
| Mercedes-EQ Formula E Team               | Mercedes-EQ Silver Arrow 02 | 05  | Stoffel Vandoorne      |
| Mercedes-EQ Formula E Team               | Mercedes-EQ Silver Arrow 02 | 17  | Nyck de Vries          |
| Envision Virgin Racing                   | Audi e-tron FE07            | 04  | Robin Frijns           |
| Envision Virgin Racing                   | Audi e-tron FE07            | 37  | Nick Cassidy           |
| BMW i Andretti Motorsport                | BMW iFE.21                  | 27  | Jake Dennis            |
| BMW i Andretti Motorsport                | BMW iFE.21                  | 28  | Maximilian Günther     |
| Audi Sport ABT Schaeffler Formula E Team | Audi e-tron FE07            | 11  | Lucas di Grassi        |
| Audi Sport ABT Schaeffler Formula E Team | Audi e-tron FE07            | 33  | René Rast              |
| Jaguar Racing                            | Jaguar I-Type 5             | 10  | Sam Bird               |
| Jaguar Racing                            | Jaguar I-Type 5             | 20  | Mitch Evans            |
| TAG Heuer Porsche Formula E Team         | Porsche 99X Electric        | 36  | André Lotterer         |
| TAG Heuer Porsche Formula E Team         | Porsche 99X Electric        | 99  | Pascal Wehrlein        |
| Mahindra Racing                          | Mahindra M7Electro          | 29  | Alexander Sims         |
| Mahindra Racing                          | Mahindra M7Electro          | 94  | Alex Lynn              |
| ROKiT Venturi Racing                     | Mercedes-EQ Silver Arrow 02 | 48  | Edoardo Mortara        |
| ROKiT Venturi Racing                     | Mercedes-EQ Silver Arrow 02 | 71  | Norman Nato            |
| Dragon / Penske Autosport                | Penske EV-4                 | 06  | Nico Müller            |
| Dragon / Penske Autosport                | Penske EV-4                 | 07  | Sérgio Sette Câmara    |
| NIO 333 FE Team                          | NIO 333 001                 | 08  | Oliver Turvey          |
| NIO 333 FE Team                          | NIO 333 001                 | 88  | Tom Blomqvist          |

## Klassifikationen

### Renntag 1

#### Qualifying
| Pos. | Fahrer                 | Team                                     | Zeit       | Superpole | Start |
| ---- | ---------------------- | ---------------------------------------- | ---------- | --------- | ----- |
| 01   | Stoffel Vandoorne      | Mercedes-EQ Formula E Team               | 1:38.963   | 1:38.484  | 01    |
| 02   | André Lotterer         | TAG Heuer Porsche Formula E Team         | 1:38.627   | 1:38.651  | 02    |
| 03   | Oliver Rowland         | Nissan e.dams                            | 1:38.491   | 1:38.889  | 03    |
| 04   | Lucas di Grassi        | Audi Sport ABT Schaeffler Formula E Team | 1:39.050   | 1:38.903  | 04    |
| 05   | Jean-Éric Vergne       | DS Techeetah                             | 1:39.066   | 1:38.947  | 05    |
| 06   | Maximilian Günther     | BMW i Andretti Motorsport                | 1:39.068   | 1:39.751  | 011   |
| 07   | Robin Frijns           | Envision Virgin Racing                   | 1:39.081   | –         | 6     |
| 08   | Nyck de Vries          | Mercedes-EQ Formula E Team               | 1:39.162   | –         | 7     |
| 09   | Pascal Wehrlein        | TAG Heuer Porsche Formula E Team         | 1:39.241   | –         | 8     |
| 10   | Sébastien Buemi        | Nissan e.dams                            | 1:39.348   | –         | 9     |
| 11   | Sam Bird               | Jaguar Racing                            | 1:39.443   | –         | 10    |
| 12   | Mitch Evans            | Jaguar Racing                            | 1:39.654   | –         | 12    |
| 13   | Alex Lynn              | Mahindra Racing                          | 1:39.743   | –         | 13    |
| 14   | Norman Nato            | ROKiT Venturi Racing                     | 1:39.762   | –         | 14    |
| 15   | Alexander Sims         | Mahindra Racing                          | 1:39.829   | –         | 15    |
| 16   | Sérgio Sette Câmara    | Dragon / Penske Autosport                | 1:39.943   | –         | 16    |
| 17   | Nico Müller            | Dragon / Penske Autosport                | 1:40.057   | –         | 17    |
| 18   | António Félix da Costa | DS Techeetah                             | 1:40.079   | –         | 18    |
| 19   | Tom Blomqvist          | NIO 333 FE Team                          | 1:40.120   | –         | 21    |
| 20   | Jake Dennis            | BMW i Andretti Motorsport                | 1:40.456   | –         | 19    |
| 21   | René Rast              | Audi Sport ABT Schaeffler Formula E Team | 1:48.022   | –         | 20    |
| 22   | Nick Cassidy           | Envision Virgin Racing                   | 1:51.081   | –         | 22    |
| –    | Edoardo Mortara        | ROKiT Venturi Racing                     | keine Zeit | –         | 23    |
| –    | Oliver Turvey          | NIO 333 FE Team                          | keine Zeit | –         | Box   |

#### Rennen
| Pos.    | Fahrer                 | Team                                     | Runden | Zeit      | Start | Schnellste Runde |
| ------- | ---------------------- | ---------------------------------------- | ------ | --------- | ----- | ---------------- |
| 01      | Jean-Éric Vergne       | DS Techeetah                             | 24     | 48:47.177 | 5     | 1:44:228         |
| 02      | Sam Bird               | Jaguar Racing                            | 24     | +0.461    | 10    | 1:43:532         |
| 03      | Mitch Evans            | Jaguar Racing                            | 24     | +0.756    | 12    | 1:42:387         |
| 04      | Robin Frijns           | Envision Virgin Racing                   | 24     | +1.034    | 6     | 1:43:703         |
| 05      | Sébastien Buemi        | Nissan e.dams                            | 24     | +3.142    | 9     | 1:43:576         |
| 06      | René Rast              | Audi Sport ABT Schaeffler Formula E Team | 24     | +3.534    | 20    | 1:43:227         |
| 07      | Pascal Wehrlein        | TAG Heuer Porsche Formula E Team         | 24     | +3.918    | 8     | 1:44:692         |
| 08      | Alex Lynn              | Mahindra Racing                          | 24     | +5.720    | 13    | 1:43:481         |
| 09      | Maximilian Günther     | BMW i Andretti Motorsport                | 24     | +18.296   | 11    | 1:43:882         |
| 10      | Tom Blomqvist          | NIO 333 FE Team                          | 24     | +19.089   | 21    | 1:43:972         |
| 11      | Norman Nato            | ROKiT Venturi Racing                     | 24     | +20.045   | 14    | 1:44:962         |
| 12      | Oliver Rowland         | Nissan e.dams                            | 24     | +20.270   | 3     | 1:43:474         |
| 13      | Nico Müller            | Dragon / Penske Autosport                | 24     | +21.155   | 17    | 1:43:429         |
| 14      | André Lotterer         | TAG Heuer Porsche Formula E Team         | 24     | +22.987   | 2     | 1:43:835         |
| 15      | Nick Cassidy           | Envision Virgin Racing                   | 24     | +23.763   | 22    | 1:43:403         |
| 16      | Sérgio Sette Câmara    | Dragon / Penske Autosport                | 24     | +26.415   | 16    | 1:44:316         |
| –       | Lucas di Grassi        | Audi Sport ABT Schaeffler Formula E Team | 21     | DNF       | 4     | 1:43:520         |
| –       | Nyck de Vries          | Mercedes-EQ Formula E Team               | 21     | DNF       | 7     | 1:43:481         |
| –       | Stoffel Vandoorne      | Mercedes-EQ Formula E Team               | 21     | DNF       | 1     | 1:43:721         |
| –       | António Félix da Costa | DS Techeetah                             | 20     | DNF       | 18    | 1:43:512         |
| –       | Jake Dennis            | BMW i Andretti Motorsport                | 17     | DNF       | 19    | 1:45:162         |
| –       | Edoardo Mortara        | ROKiT Venturi Racing                     | 10     | DNF       | 23    | 1:48:463         |
| –       | Alexander Sims         | Mahindra Racing                          | 2      | DNF       | 15    | 2:20:544         |
| –       | Oliver Turvey          | NIO 333 FE Team                          | 0      | DNS       | Box   | –                |
| Quelle: |                        |                                          |        |           |       |                  |

### Renntag 2

#### Qualifying
| Pos. | Fahrer                 | Team                                     | Zeit       | Superpole | Start |
| ---- | ---------------------- | ---------------------------------------- | ---------- | --------- | ----- |
| 01   | Nick Cassidy           | Envision Virgin Racing                   | 1:56.860   | 1:52.011  | 1     |
| 02   | Norman Nato            | ROKiT Venturi Racing                     | 1:56.006   | 1:52.343  | 2     |
| 03   | Pascal Wehrlein        | TAG Heuer Porsche Formula E Team         | 1:58.777   | 1:52.630  | 3     |
| 04   | Stoffel Vandoorne      | Mercedes-EQ Formula E Team               | 1:59.105   | 1:54.359  | 4     |
| 05   | Maximilian Günther     | BMW i Andretti Motorsport                | 1:58.274   | 1:54.701  | 5     |
| 06   | Alexander Sims         | Mahindra Racing                          | 1:58.500   | 1:55.598  | 6     |
| 07   | Edoardo Mortara        | ROKiT Venturi Racing                     | 1:59.497   | –         | 7     |
| 08   | Oliver Rowland         | Nissan e.dams                            | 1:59.512   | –         | 8     |
| 09   | Nico Müller            | Dragon / Penske Autosport                | 1:59.630   | –         | 9     |
| 10   | Sébastien Buemi        | Nissan e.dams                            | 1:59.701   | –         | 10    |
| 11   | Sam Bird               | Jaguar Racing                            | 1:59.739   | –         | 11    |
| 12   | Mitch Evans            | Jaguar Racing                            | 2:00.128   | –         | 12    |
| 13   | Lucas di Grassi        | Audi Sport ABT Schaeffler Formula E Team | 2:00.150   | –         | 13    |
| 14   | Tom Blomqvist          | NIO 333 FE Team                          | 2:00.205   | –         | 14    |
| 15   | António Félix da Costa | DS Techeetah                             | 2:00.557   | –         | 15    |
| 16   | Alex Lynn              | Mahindra Racing                          | 2:00.943   | –         | 16    |
| 17   | Oliver Turvey          | NIO 333 FE Team                          | 2:01.197   | –         | Box   |
| 18   | Nyck de Vries          | Mercedes-EQ Formula E Team               | 2:01.229   | –         | 17    |
| 19   | Robin Frijns           | Envision Virgin Racing                   | 2:02.038   | –         | 18    |
| 20   | René Rast              | Audi Sport ABT Schaeffler Formula E Team | 2:02.061   | –         | 19    |
| 21   | Jean-Éric Vergne       | DS Techeetah                             | 2:04.864   | –         | 20    |
| –    | André Lotterer         | TAG Heuer Porsche Formula E Team         | keine Zeit | –         | 21    |
| –    | Sérgio Sette Câmara    | Dragon / Penske Autosport                | keine Zeit | –         | 22    |
| –    | Jake Dennis            | BMW i Andretti Motorsport                | keine Zeit | –         | 23    |

#### Rennen
| Pos.    | Fahrer                 | Team                                     | Runden | Zeit      | Start | Schnellste Runde |
| ------- | ---------------------- | ---------------------------------------- | ------ | --------- | ----- | ---------------- |
| 01      | Stoffel Vandoorne      | Mercedes-EQ Formula E Team               | 23     | 46:52.603 | 4     | 1:41:820         |
| 02      | Alexander Sims         | Mahindra Racing                          | 23     | +0.666    | 6     | 1:42:240         |
| 03      | Pascal Wehrlein        | TAG Heuer Porsche Formula E Team         | 23     | +2.346    | 3     | 1:42:387         |
| 04      | Edoardo Mortara        | ROKiT Venturi Racing                     | 23     | +5.018    | 7     | 1:41:825         |
| 05      | Maximilian Günther     | BMW i Andretti Motorsport                | 23     | +5.305    | 5     | 1:42:065         |
| 06      | Mitch Evans            | Jaguar Racing                            | 23     | +5.671    | 12    | 1:42:035         |
| 07      | António Félix da Costa | DS Techeetah                             | 23     | +6.133    | 15    | 1:41:838         |
| 08      | Tom Blomqvist          | NIO 333 FE Team                          | 23     | +12.032   | 14    | 1:42:003         |
| 09      | Nico Müller            | Dragon / Penske Autosport                | 23     | +12.872   | 9     | 1:42:839         |
| 10      | Sébastien Buemi        | Nissan e.dams                            | 23     | +14.795   | 10    | 1:42:362         |
| 11      | Jean-Éric Vergne       | DS Techeetah                             | 23     | +15.676   | 20    | 1:42:594         |
| 12      | Sérgio Sette Câmara    | Dragon / Penske Autosport                | 23     | +16.009   | 22    | 1:42:491         |
| 13      | Jake Dennis            | BMW i Andretti Motorsport                | 23     | +16.352   | 23    | 1:41:369         |
| 14      | Oliver Turvey          | NIO 333 FE Team                          | 23     | +17.134   | Box   | 1:42:419         |
| 15      | André Lotterer         | TAG Heuer Porsche Formula E Team         | 23     | +17.838   | 21    | 1:43:682         |
| 16      | Oliver Rowland         | Nissan e.dams                            | 23     | +21.140   | 8     | 1:41:975         |
| 17      | Alex Lynn              | Mahindra Racing                          | 23     | +37.697   | 16    | 1:41:713         |
| 18      | Robin Frijns           | Envision Virgin Racing                   | 23     | +43.103   | 18    | 1:41:581         |
| –       | Sam Bird               | Jaguar Racing                            | 22     | DNF       | 11    | 1:41:482         |
| –       | Nyck de Vries          | Mercedes-EQ Formula E Team               | 22     | DNF       | 17    | 1:40:771         |
| –       | Nick Cassidy           | Envision Virgin Racing                   | 21     | DNF       | 1     | 1:41:935         |
| –       | René Rast              | Audi Sport ABT Schaeffler Formula E Team | 19     | DNF       | 19    | 1:40:902         |
| –       | Lucas di Grassi        | Audi Sport ABT Schaeffler Formula E Team | 7      | DNF       | 13    | 1:43:964         |
| –       | Norman Nato            | ROKiT Venturi Racing                     | 23     | DSQ       | 2     | 1:41:945         |
| Quelle: |                        |                                          |        |           |       |                  |

## Meisterschaftsstände nach den Rennen
Die ersten Zehn des Rennens bekamen 25, 18, 15, 12, 10, 8, 6, 4, 2 bzw. 1 Punkt(e). Zusätzlich gab es drei Punkte für die Pole-Position, einen Punkt für den schnellsten Fahrer nach der Qualifying-Gruppenphase und einen Punkt für den Fahrer unter den ersten Zehn, der die schnellste Rennrunde erzielte.

### Fahrerwertung
| Pos. | Fahrer                 | Team                                     | Punkte |
| ---- | ---------------------- | ---------------------------------------- | ------ |
| 01   | Sam Bird               | Jaguar Racing                            | 43     |
| 02   | Mitch Evans            | Jaguar Racing                            | 39     |
| 03   | Robin Frijns           | Envision Virgin Racing                   | 34     |
| 04   | Stoffel Vandoorne      | Mercedes-EQ Formula E Team               | 33     |
| 05   | Nyck de Vries          | Mercedes-EQ Formula E Team               | 32     |
| 06   | Pascal Wehrlein        | TAG Heuer Porsche Formula E Team         | 32     |
| 07   | Edoardo Mortara        | ROKiT Venturi Racing                     | 30     |
| 08   | Jean-Éric Vergne       | DS Techeetah                             | 25     |
| 09   | Alexander Sims         | Mahindra Racing                          | 24     |
| 10   | António Félix da Costa | DS Techeetah                             | 21     |
| 11   | René Rast              | Audi Sport ABT Schaeffler Formula E Team | 21     |
| 12   | Oliver Rowland         | Nissan e.dams                            | 15     |

| Pos. | Fahrer              | Team                                     | Punkte |
| ---- | ------------------- | ---------------------------------------- | ------ |
| 13   | Sérgio Sette Câmara | Dragon / Penske Autosport                | 12     |
| 14   | Nico Müller         | Dragon / Penske Autosport                | 12     |
| 15   | Maximilian Günther  | BMW i Andretti Motorsport                | 12     |
| 16   | Sébastien Buemi     | Nissan e.dams                            | 11     |
| 17   | Oliver Turvey       | NIO 333 FE Team                          | 9      |
| 18   | Lucas di Grassi     | Audi Sport ABT Schaeffler Formula E Team | 6      |
| 19   | Tom Blomqvist       | NIO 333 FE Team                          | 5      |
| 20   | Alex Lynn           | Mahindra Racing                          | 5      |
| 21   | Nick Cassidy        | Envision Virgin Racing                   | 3      |
| 22   | Norman Nato         | ROKiT Venturi Racing                     | 1      |
| –    | André Lotterer      | TAG Heuer Porsche Formula E Team         | 0      |
| –    | Jake Dennis         | BMW i Andretti Motorsport                | 0      |

### Teamwertung
| Pos. | Team                             | Punkte |
| ---- | -------------------------------- | ------ |
| 01   | Jaguar Racing                    | 82     |
| 02   | Mercedes-EQ Formula E Team       | 65     |
| 03   | DS Techeetah                     | 46     |
| 04   | Envision Virgin Racing           | 37     |
| 05   | TAG Heuer Porsche Formula E Team | 32     |
| 06   | ROKiT Venturi Racing             | 31     |

| Pos. | Team                                     | Punkte |
| ---- | ---------------------------------------- | ------ |
| 07   | Mahindra Racing                          | 28     |
| 08   | Audi Sport ABT Schaeffler Formula E Team | 27     |
| 09   | Nissan e.dams                            | 26     |
| 10   | Dragon / Penske Autosport                | 24     |
| 11   | NIO 333 FE Team                          | 14     |
| 12   | BMW i Andretti Motorsport                | 12     |